# 맞선
맞선이란 결혼을 할 사람들이 직접 만나서 보는 혼인 절차 중 하나이다. 오늘날은 신랑이랑 신부가 가까운 가족이랑 함께 일정한 장소를 정해 서로 인사하면서 서로의 성격, 직업, 외모 등을 알아보는 형태로 변화되었다.

## 같이 보기
- 중매결혼